# La Plata Point
Der La Plata Point ist eine Landspitze im Nordwesten der Seymour-Insel im antarktischen Weddell-Meer. Am Kopfende der Bertodano-Bucht markiert sie nordöstlich der Marambio-Station die südliche Begrenzung der Jorge Cove.
Polnische Wissenschaftler benannten sie 1999 zu Ehren der Wissenschaftler des Instituts für Paläontologie der Wirbeltiere im La-Plata-Museum.